# بار بالي
بار بالي (بالإنجليزية: Bar Paly)‏ هي عارضة وممثلة أمريكية وإسرائيلية، ولدت في 29 أبريل 1982 بنيجني تاجيل في روسيا. بدأت مشوارها المهني سنة 2003.

## أعمال

### أفلام
- (2013) ألم وربح
- (2014) بلا توقف[6][7]
- (2014) ذراع المليون دولار
- (2015) دافع

### مسلسلات
- كيف قابلت أمكما

## وصلات خارجية
- بار بالي على موقع IMDb (الإنجليزية)
- بار بالي على موقع أول موفي (الإنجليزية)
- بار بالي على موقع قاعدة بيانات الفيلم (الإنجليزية)